# Nyíracsád
Nyíracsád is een plaats (község) en gemeente in het Hongaarse comitaat Hajdú-Bihar. Nyíracsád telt 4060 inwoners (2001).